# Маткабулов, Абдужамиль
Абдужамиль Маткабулов — советский хозяйственный, государственный и политический деятель, Герой Социалистического Труда.

## Биография
Родился в 1904 году. Член КПСС.
С 1920 года — на хозяйственной, общественной и политической работе. В 1920—1967 гг. — подсобный рабочий на заводе, деятель колхозного движения, организатор сельскохозяйственной артели, председатель колхоза «Кзыл Узбекистан» Орджоникидзевского района Ташкентской области.
Указом Президиума Верховного Совета СССР от 11 января 1957 года присвоено звание Героя Социалистического Труда с вручением ордена Ленина и золотой медали «Серп и Молот».
Избирался депутатом Верховного Совета Узбекской ССР 6-го созыва.
Умер в Орджоникидзевском районе в 1967 году.